# Кошкин дом (мультфильм, 1938)
«Ко́шкин дом» — рисованный чёрно-белый мультипликационный фильм, выпущенный студией «Союзмультфильм» в 1938 году. Продолжительность — 8 мин 39 сек. До наших дней дошла лишь версия, дублированная на чешском языке.
Первый из трёх советских мультфильмов, снятых по одноимённой сказке Самуила Маршака. Но, в отличие от последующих, этот мультфильм снят только по мотивам оригинальной сказки и представляет собой киноагитацию на тему детской шалости с огнём.

## Создатели
| Сценарий                   | Михаила Папава                                                                             |
| Режиссёр                   | Пантелеймон Сазонов                                                                        |
| Художники                  | Влад Бочкарёв, Яков Рейтман                                                                |
| Композитор                 | Иосиф Ковнер                                                                               |
| Художник-постановщик       | Владимир Дегтярёв                                                                          |
| Художники-мультипликаторы: | Владимир Полковников, Лидия Резцова, Борис Петин, Татьяна Пузырёва, А. Щекалина, В. Макеев |
| Оператор                   | К. Крылова                                                                                 |
| Звукооператор              | С. Ренский                                                                                 |